# 平成電電
平成電電株式会社（へいせいでんでん、Heisei Denden Co., Ltd.）は、破産した日本の電気通信事業者である。商品はCHOKKAなど。本社は東京都渋谷区にあった。違法な出資を募ったとされ、元・経営陣は詐欺罪で逮捕された。

## 概要
前身はインターネット・サービス・プロバイダのトライネットワークインターナショナル（TRY-NET）。直収電話を平成電話（後:CHOKKA）、ADSLを電光石火（CHOKKA加入者向けはでんわ石火）のサービス名で提供していた。また、加入者向けにNTT東日本・NTT西日本の電話加入権の買取のキャンペーンも行っていた。加入者数も2003年（平成15年）3月の90万人余に対し2004年（平成16年）3月には約350万人に増えた。一見経営は順調に見えた。創業地の福岡県福岡市に福岡本部を持っていた。
しかし資金繰りには無理があった。2002年（平成14年）6月から募集を始めた「ADSLモデムオーナー」では、日経新聞など全国紙への広告を利用して募集をおこなった。広告での謳い文句は実質年利回り26.4%という異常な高利回りだった。明らかに自転車操業であるが、ごく初期の契約者に限っては元を取ることも出来たといわれている。2003年（平成15年）10月から募集を始めた「平成電話パートナーシステム」では、やはり高利回りを謳って1口1000万円で資金を集めた。集めた資金総額はおよそ15億円程度であった。この募集の際には「倒産した場合には資金は一切返済されない」旨が注記されていた。結果的にこれに応じた契約者は出した出資金のほとんどすべてを失うことになった。事業はもともと採算ベースでなかったので、会社の経営はどんどん悪化していった。資金繰りに苦しんだ末、返済するメドもないまま、年利10%という異常な高金利で釣って投資家の金を集め約19000人から約490億円を集めた。
2005年（平成17年）10月になって経営が破綻し東京地裁に民事再生法の適用を申請した。ソフマップ創業者の鈴木慶が設立したドリームテクノロジーズ（現・トライアイズ）が再建スポンサーとなったが、2006年（平成18年）4月、提出された再建計画が現実性に乏しいとして支援の打ち切りを表明した。これを受けて民事再生手続きは廃止され同年6月7日に破産手続開始が決定された。破産管財人は、河野玄逸弁護士。破産管財人により日本テレコム（後・ソフトバンクテレコム、現・ソフトバンク）に事業譲渡（実際の譲渡は6月16日付）され、平成電電自体は清算会社となった。2009年（平成21年）5月13日付で破産手続が終結し、完全消滅した。
マイラインの4区分すべての登録が可能な中継電話（事業者番号は0083）のサービスは2005年（平成17年）7月30日に平成電電コミュニケーションズ株式会社（関連会社のドリームテクノロジーズ株式会社の完全子会社）に移管された。その後同社の事業も平成電電と同時に日本テレコムに営業譲渡されている。2007年（平成19年）3月5日、元・社長の佐藤賢治ら計5名が詐欺容疑で警視庁捜査2課に逮捕された。

## 沿革
- 1990年（平成2年）7月 - トライネットワークインターナショナル株式会社設立（設立当初は輸入雑貨の卸業）。
- 2000年（平成12年）1月31日 - 株式会社ライキット・エージェンシー設立（設立当初は広告業）。
- 2001年（平成13年）
  - 3月5日 - 株式会社ライキット・エージェンシー、商号を「株式会社トライネットテレコム」に変更。同時に業態変更。
  - 7月 - 商号を「株式会社トライネットテレコム」から「平成電電株式会社」（初代）に変更。
  - 8月 - 無料ホームページサービス『freeweb』を株式会社インフォシーク（現:楽天株式会社）に売却。
- 2002年（平成14年）
  - 1月 - 平成電電株式会社からトライネットワークインターナショナル株式会社へ第一種電気通信事業を譲渡。
  - 2月 - 商号を「トライネットワークインターナショナル株式会社」から「平成電電株式会社」（2代目）に変更。旧・平成電電は「平成電力株式会社」に商号変更し、休眠状態となる。
- 2004年（平成16年）11月29日 - ソフトバンクと日本テレコムに対して「おとくライン」の販売差し止めを求めて東京地方裁判所に提訴している（2006年（平成18年）3月に平成電電敗訴判決）。
- 2005年（平成17年）
  - 7月29日 - 中継電話事業を平成電電コミュニケーションズ株式会社（休眠状態の平成電力株式会社を同年4月30日に商号変更）に事業分割。同社は同時にドリームテクノロジーズ株式会社と株式交換。
  - 10月3日 - 東京地方裁判所に民事再生法の適用を申請。負債総額は9月末で約1200億円。電気通信サービスは継続して提供される。
  - 10月17日 - 東京地方裁判所は民事再生手続開始決定。再生委員は河野玄逸弁護士。
  - 11月9日 - 平成電電にリースを行い、個人投資家から資金を集めていた2社（平成電電匿名組合）が出資金を返還しないとして、その2社に対し個人投資家らが財務検査を申し入れた。また、出資者の代理人弁護士らが『平成電電被害対策弁護団』を結成した。
  - 12月12日 - ドリームテクノロジーズ（現・トライアイズ）が再生スポンサーとして立候補。
- 2006年（平成18年）
  - 1月5日 - ドリームテクノロジーズを平成電電の再生スポンサー候補として選定。
  - 1月10日 - 予定していた「民事再生計画案」の裁判所への提出が延長される。
  - 4月16日 - ドリームテクノロジーズ、支援打ち切りを発表。
  - 4月18日 - 東京地方裁判所、民事再生手続の廃止を決定。同時に平成電電の保全管理命令を出す。保全管理人は河野玄逸弁護士。
  - 6月7日 - 東京地方裁判所、破産手続開始を決定。破産管財人は同じく河野弁護士。同日、破産管財人により事業の日本テレコムへの譲渡契約を締結。
  - 6月16日 - 日本テレコムに事業譲渡実施。
- 2007年（平成19年）
  - 1月31日 - フリーアドレスサービス「freemail」を終了。
  - 3月5日 - 「平成電電」元・社長の佐藤賢治ら計5名が詐欺容疑で警視庁に逮捕された。
  - 3月26日 - 佐藤ら計3名が詐欺容疑で警視庁に再逮捕・起訴された。
- 2008年（平成20年）10月27日 - 東京地方裁判所で佐藤の初公判が開かれ、無罪を主張。他の被告は分離公判中。
- 2009年（平成21年）
  - 5月13日 - 破産手続終結。
  - 6月1日 - 佐藤に懲役10年の判決。
- 2010年（平成22年）9月6日 - 佐藤の控訴審で1審と同様懲役10年の判決。
- 2013年（平成25年）3月21日 - 最高裁判所が佐藤の上告を棄却し、懲役10年の判決が確定する。

## 主要株主
- 佐藤賢治（平成電電株式会社代表取締役社長）
- 日本電気株式会社
- 株式会社きんでん
- 株式会社インターネット総合研究所
- 船井キャピタル株式会社
- 株式会社エス・ケイ・ベンチャーズ
- ドリームテクノロジーズ株式会社（現:トライアイズ株式会社）

## 主な投資商品
- FREECOM - 「フリーコム」と呼び、無料プロバイダーのサーバーを投資家に販売し、それを平成電電が借り上げてその賃料の支払いが配当となる仕組み。
- 平成電電パートナーシステム - 平成電電株式会社が直接募集、運営しているファンド、主な投資対象は平成電話（後・CHOKKA）。また、平成電電匿名組合の前身とも言われている。
- ADSLモデムオーナー - 平成電電株式会社が販売したモデムを購入し、それを平成高速通信にレンタルしその賃借料を受け取る商品
- 平成電電匿名組合
- デジchokka

## 関連会社・子会社
- 株式会社キューウエーブ
- 株式会社シティコミュニケーション
- トライアイズ株式会社（旧・ドリームテクノロジーズ）
- ジャパンワイヤレス株式会社
- 平成高速通信株式会社
- 株式会社才田組
- DTコミュニケーションズ株式会社（旧・平成電電コミュニケーションズ）
  - 平成電電ブランドによるマイライン事業を展開。法人格は初代平成電電そのものだった。ドリームテクノロジーズの子会社。2006年（平成18年）6月、マイライン事業は日本テレコム（現・ソフトバンクテレコム）に譲渡され（平成電電の事業譲渡と同日）、長い休眠状態を経て2008年（平成20年）末に解散、2009年（平成21年）3月31日清算完了。
- 平成電電設備株式会社（平成電電匿名組合）
- 平成電電システム株式会社（平成電電匿名組合）